# Thylacoleo
Thylacoleo és un gènere de marsupials carnívors prehistòrics que existiren a Austràlia des del Pliocè superior fins al Plistocè superior. Només fa 30.000 anys que s'extingiren. Se'n coneixen tres espècies.